# Leonia mammillaris
Leonia mammillaris (oft in der Falschschreibung Leonia mamillaris), ungebräuchlich auch Maurische Landdeckelschnecke genannt, ist eine auf dem Land lebende Schnecken-Art aus der Familie der Landdeckelschnecken (Pomatiidae) in der Ordnung der Sorbeoconcha.

## Merkmale

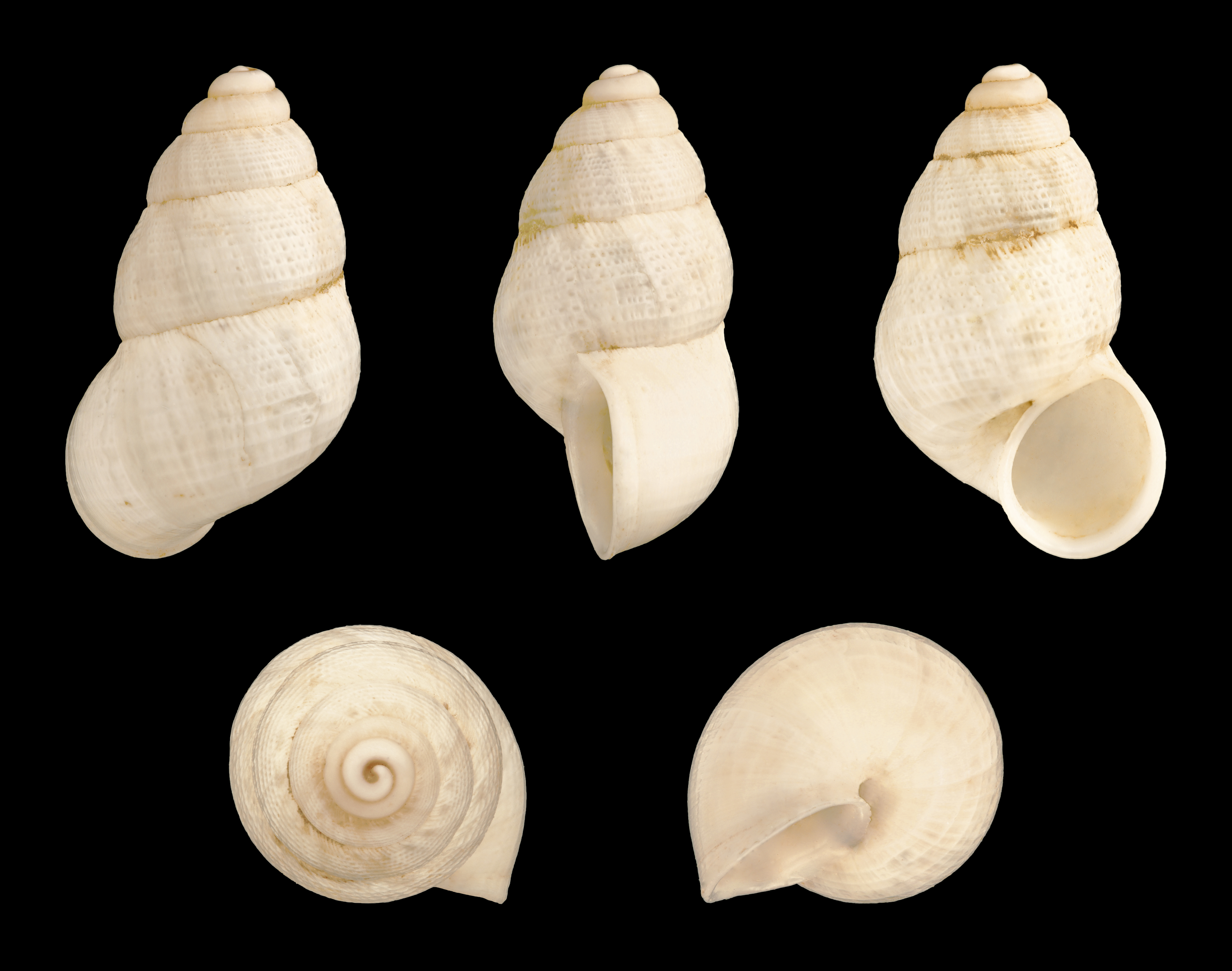
Leonia mammillaris compacta

Die Gehäuse zeigt einen leichten Geschlechtsdimorphismus. Die Gehäuse der Weibchen sind 18 bis 20 mm hoch und 10 bis 10,9 mm breit, die der Männchen sind 14,9 bis 16,2 mm hoch und 8,8 bis 9,6 mm breit. Sie haben 5,5 bis 6 Windungen. Die letzte Windung erreicht ungefähr die Hälfte der Gesamtgehäusehöhe. Die Naht ist deutlich, aber nicht besonders tief. Der Protokonch ist glatt und gelb gefärbt. Unter der Naht ist eine undeutliche braun gefärbte Linie ausgebildet. Die Ornamentierung besteht aus wenig vorspringenden radialen und spiraligen Linien, die der Oberfläche ein feines retikulates Muster geben. Die Zwischenräume der Spirallinien sind durch die radialen Linien stärker überbrochen (als die Radiallinien) und können auf den letzten Windungen von älteren Exemplaren und auf Totgehäusen fast verschwinden. Die Mündung ist eiförmig mit einer winkligen oberen Ecke. Innen ist die Mündung gelblich gefärbt. Der Mündungsrand ist durchgehend, verdickt und weißlich gefärbt. Er ist am Spindelrand schmal umgeschlagen und legt sich dort an die Wölbung der letzten Windung an. Die Nabel ist verdeckt und es ist nur ein schmaler Schlitz zu sehen.
Die Oberfläche ist vergleichsweise glatt. Die Grundfarbe variiert von weiß bis hell rotbraun. Oft sind dunkle Flecke („Flammenstruktur“) unterhalb der Naht vorhanden. Das verkalkte Operculum sitzt etwa in der Mitte des Rückenteiles des Fußes und wird etwas in die Mündung hinein gezogen, wenn das Tier sich in das Gehäuse zurückzieht. Es ist dick und zur Außenseite hin konvex gewölbt. Die Farbe entspricht der Gehäusefarbe. Der Nucleus ist exzentrisch und auf der Außenseite teilweise durch Auflagerungen verdeckt. Die weist Falten auf, die senkrecht zum Rand stehen.
Beim Männchen liegen die Geschlechtsdrüsen in den ersten Windungen, eingebettet und umgeben von der Verdauungsdrüse. Die Geschlechtsdrüsen bestehen aus einer Reihe von Röhren, die sich baumartig verzweigen. Sie vereinigen sich in einen Leiter der in den Samenleiter übergeht. Dieser ist stark gewunden und mündet in die Prostata. Die Prostata ist dick und gebogen; von der Prostata führt der Samenleiter in den Penis. Dieser ist muskulös und U-förmig. Der proximale Ast des Penis nimmt zum oberen Ende des Astes zu. Der distale Ast des Penis besteht aus zwei Teilen, der erste Teil nimmt sehr rasch auf über die doppelte Dicke des proximalen Astes und zum zweiten Teil hin, sehr rasch ab. Der zweite Teil ist röhrenförmig dünn und läuft vergleichsweise sehr spitz aus.
Beim Weibchen liegen die Geschlechtsdrüsen ebenfalls in den oberen Windungen, umgeben von der Verdauungsdrüse. Die Eierstöcke sind weißlich und bestehen aus einer einzelnen, langen röhrenförmigen Struktur. Der Eileiter ist dünn, wenig gewunden und mündet in das Receptaculum seminis, das deutlich dicker und schwach gewunden ist. Der Leiter mündet in die Albumindrüse und die anschließende Kapseldrüse. Die kleine Spermathek liegt der Albumindrüse an.
Die Radula besteht aus sieben Elementen („Zähnen“) pro Querreihe, ein Zentralzahn, zwei Lateralzähne (Seitenzahn) und einen Marginalzahn (Randzahn). Der Zentralzahn ist groß und dreieckig. Er hat 5 bis 8 Dentikel. Der erste Lateralzahn ist ebenfalls dreieckig und hat 4 bis 5 Dentikel. Der zweite Lateralzahn ist rechteckig mit 5 bis 6 Dentikeln. Der Randzahn ist recht groß (breit) und mehr oder weniger rechteckig. Die Dentikel sind in zwei Gruppen konzentriert, eine innere Gruppe und eine äußere Gruppe. Die innere Gruppe besteht aus 5 bis 6 Dentikeln, die äußere Gruppe aus 8 bis 13 Dentikeln.

### Ähnliche Arten
Leonia mammillaris ähnelt stark Leonia jolyi, deren Gehäuse jedoch deutlich größer und schlanker ist. Bei Leonia jolyi ist der distale Teil des Penis nur wenig länger als proximale Teil (bei L. mammillaris mehr als doppelt so lang). Bei Leonia jolyi nimmt im distalen Teil die Dicke zunächst ab um dann kugelig anzuschwellen. Die Spitze ist sehr kurz. Bei Leonia mammillaris ist der erste Teil zunächst annähernd gleich dick, die Spitze ist sehr lang ausgezogen. Im weiblichen Genitaltrakt ist die Spermathek bei Leonia jolyi kugelig und deutlich größer. Auch im Bau der Radula sind zwischen den beiden Arten Unterschiede zu beobachten. Während die Unterschiede im Einzelfall nicht ausreichen, die Art sicher zu identifizieren, differieren die Durchschnittswerte der Dentikel der einzelnen Zähne z. T. doch signifikant.

## Geographische Verbreitung und Vorkommen
Das Verbreitungsgebiet der Art liegt hauptsächlich in den Küstenregionen von Algerien (Provinz Oran) bis Marokko (Rif-Gebirge). Im Norden reicht es an der spanischen Mittelmeerküste bis auf die Höhe der Region Murcia (Isla del Barón in der Salzwasserlagune Mar Menor).
Die Tiere leben unter Steinen und in Halfagras-Horsten, in Mittelmeerpinien-Wäld und Buschvegetation auf kalkigen Böden in sonnenexponierten Lagen.

## Taxonomie
Das Taxon wurde 1822 von Jean-Baptiste de Lamarck als Cyclostoma mammillaris erstmals beschrieben. Der Artname erscheint in der Literatur häufig in der Falschschreibung mamillaris. Dieser Name ist keine Emendation (beabsichtigte Änderung) und damit nicht verfügbar (nomen nullum). Auch in der Fauna Europaea ist die Falschschreibung noch zu finden.
Ein übersehenes Taxon aus dem Umfeld dieses Taxons ist Leonia mamillaris var. turriculata Pallary, 1920 aus Tazouta und Scoura in der Provinz Sefrou im Vorland des Mittleren Atlas. Der Status des Taxons ist unklar. Sein Fundort ist insofern bemerkenswert, da er doch sehr weit im Landesinneren liegt.

## Belege

### Online
- AnimalBase - Leonia mammillaris (Lamarck, 1822)